# Avalon (groupe)
Pour les articles homonymes, voir Avalon (homonymie).
Avalon est un quatuor vocal de musique chrétienne contemporaine formé par Janna Long, Greg Long, Jody McBrayer et Dani Rocca.

## Histoire
Le groupe est fondé en 1995 à Nashville ,. En 1999, il remporte le Concert Artists Guild Competition . En 2009, il avait vendu plus de trois millions d'albums. Plusieurs artistes ont précédemment fait partie du groupe, parmi lesquels Jeremi Richardson et sa femme Amy McBride Richardson, Melissa Greene, Michael Passons (en), Cherie Adams, Nikki Hassman-Anders, Rikk Kittleman et Tabitha Fair[réf. nécessaire].

## Discographie
- 1996 : Avalon
- 1997 : A Maze of Grace
- 1999 : In a Different Light
- 2000 : Joy: A Christmas Collection
- 2001 : Oxygen
- 2002 : O2: Avalon Remixed
- 2003 : Testify to Love: The Very Best of Avalon
- 2004 : The Creed
- 2006 : Stand
- 2006 : Faith: A Hymns Collection
- 2008 : Another Time, Another Place: Timeless Christian Classics
- 2009 : Avalon: The Greatest Hits
- 2009 : Reborn
- 2020 : Called